# Richtlinien für die Standardisierung des Oberbaus von Verkehrsflächen

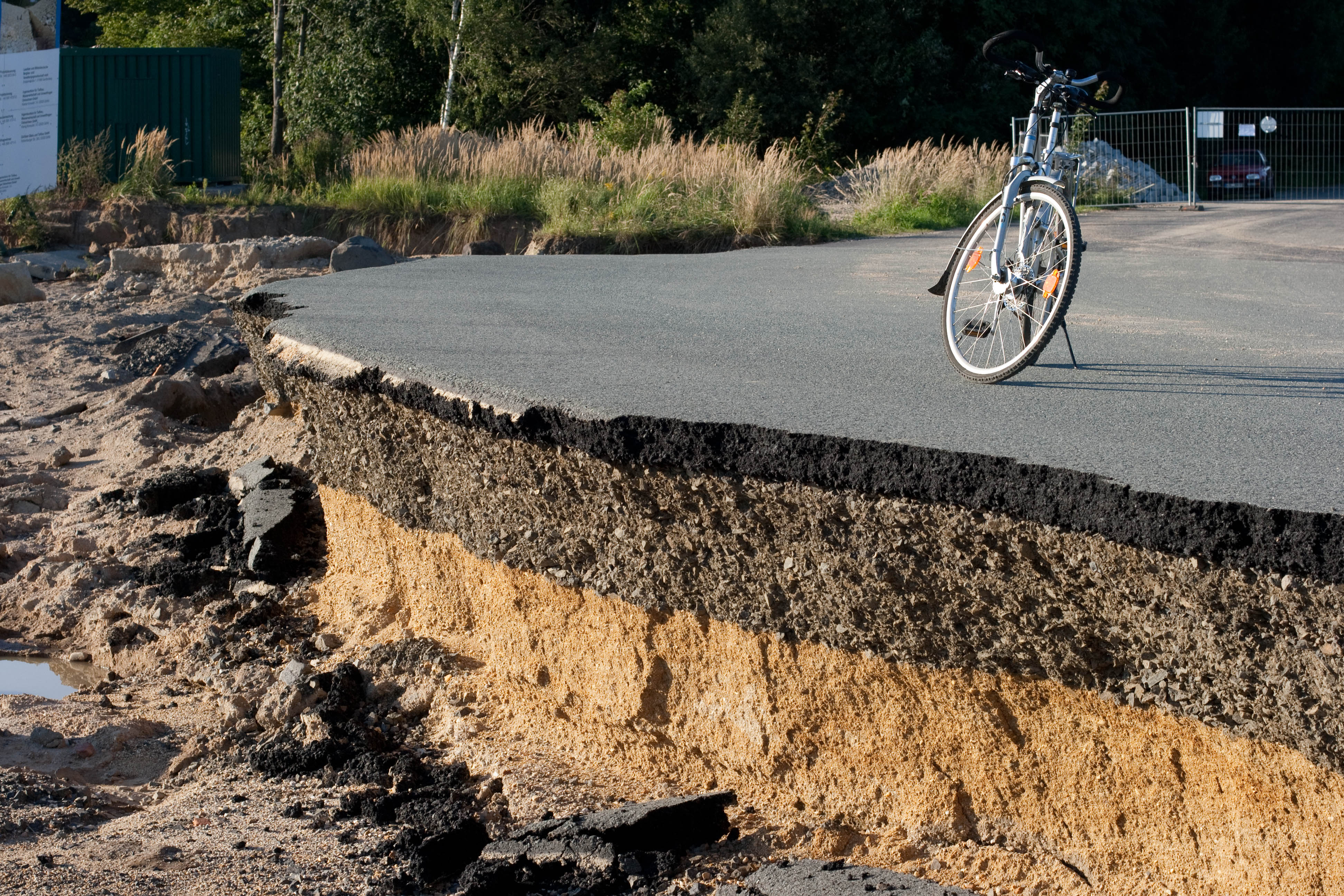
Anschnitt eines Straßenoberbaus

Die Richtlinien für die Standardisierung des Oberbaus von Verkehrsflächen (kurz RStO) sind ein in Deutschland gültiges technisches Regelwerk und werden von der Forschungsgesellschaft für Straßen- und Verkehrswesen herausgegeben. Sie regeln für alle inner- als auch außerörtlichen Straßen, Wege (außer ländliche Wege) und Verkehrsflächen die Art und Weise des Straßenoberbaus und werden für dessen Bemessung verwendet. Es erfolgt eine Klassifizierung der Straßen und Wege und gibt Handlungsanweisungen für den Neubau und die Erneuerung dieser. Die derzeit aktuelle RStO ist die Ausgabe 2012, Fassung 2024, die die Ausgabe aus dem Jahr 2001 ersetzt. Im Vergleich zur Ausgabe 2001 wurden vor allem Änderungen bei den Bauweisen, den Belastungsklassen (früher „Bauklassen“), den Frosteinwirkungszonen, der Darstellung der Asphaltdecke in den Tafeln 1 und 4 sowie bei der Berechnung der dimensionierungsrelevanten Beanspruchung [B] vorgenommen. Des Weiteren wird bei sehr hoher Beanspruchung (Bundesautobahnen) eine rechnerische Dimensionierung des Oberbaus nach weiteren Regelwerken (RDO Asphalt, RDO Beton) vorgesehen.

## Inhalt
Die RStO gliedern sich in fünf Abschnitte. Im ersten Abschnitt werden allgemeine Punkte behandelt. Der zweite Abschnitt enthält Grundlagen bei der Dimensionierung des Oberbaus. Der Neubau von Fahrbahnen und die Erneuerung von Fahrbahnen im Tiefeinbau werden im dritten Abschnitt geregelt. Der vierte Abschnitt beinhaltet die Erneuerung von Fahrbahnen im Hocheinbau. Im letzten Abschnitt wird der Neubau und die Erneuerung von sonstigen Verkehrsflächen definiert.
In einer separaten Beispielsammlung zur RStO befinden sich Hinweise zur Ermittlung der dimensionierungsrelevanten Beanspruchung (siehe auch bis Ausgabe 2001 Bauklasse) sowie einige Beispiele.